# Ипатенко, Ольга Никитична
Ольга Никитична Ипатенко (укр. Ольга Микитівна Іпатенко; 8 октября 1925, Каменные Потоки, Кременчугский округ — 12 января 2010, Кременчуг, Полтавская область) — передовик производства, бригадир маляров треста «Кременчугпромжилстрой» Министерства промышленного строительства СССР Полтавская область, Украинская ССР. Герой Социалистического Труда (1971). Почётный гражданин Кременчуга.

## Биография
Родилась 8 октября 1925 года в селе Каменные Потоки в крестьянской семье. Окончила семилетнюю школу в родном селе.
В 1940 году поступила на учёбу в Кременчугский железнодорожный техникум. Во время немецкой оккупации была вывезена на принудительные работы в Австрию. После освобождения работала в одной из воинских частей в советской зоне оккупации.
В 1948 году возвратилась на Украину и стала работать разнорабочей в строительно-монтажном управлении Крюковского вагоностроительного завода в Кременчуге. Позднее работала в маляром и штукатуром. Была назначена бригадиром маляров. С 1959 года работала бригадиром маляров в отделении «Отделстрой» строительного треста «Кременчугпромжилстрой». Возглавляла бригаду до выхода на пенсию. Бригада Ольги Ипатенко работала на возведении различных производственных и социальных объектов в Кременчуге. В 1971 году удостоен звания Героя Социалистического Труда «за выдающиеся успехи в досрочном выполнении заданий пятилетнего плана по строительству и вводу в действие производственных мощностей, жилых домов и объектов культурно-бытового назначения».
Избиралась делегатом XXV съезда КПУ.
В 1980 году вышла на пенсию. Проживала в Кременчуге, где скончалась в 2010 году.

## Награды
- Герой Социалистического Труда — указом Президиума Верховного Совета СССР от 5 апреля 1971 года
- Орден Ленина
- Орден Трудового Красного Знамени (1965)
- Орден «Знак Почёта» (1970)
- Почётный гражданин города Кременчуг — за многолетнюю плодотворную работу в строительстве (14.11.1986)[1]